# Gouvernement Bidault III
Quatrième République
Georges Bidault II Henri Queuille II
Le troisième gouvernement Georges Bidault a été le gouvernement de la France du 7 février 1950 au 24 juin 1950.

## Chronologie

### 1950
- 7 février : Fin du deuxième gouvernement Georges Bidault et début du troisième gouvernement Georges Bidault.
- 11 février : Loi sur les conventions collectives et la création du salaire minimum interprofessionnel garanti (SMIG).
- 28 avril : Révocation de Frédéric Joliot-Curie du Commissariat à l'énergie atomique (CEA).
- 9 mai : Plan Robert Schuman sur l'Europe, proposant le pool charbon acier (CECA, Communauté européenne du charbon et de l'acier).
- 24 juin : Chute du troisième gouvernement Georges Bidault, la veille du déclenchement de la guerre de Corée.
- 2 juillet : Début du deuxième gouvernement Henri Queuille.

## Composition

### Président du Conseil
| Image | Fonction             |  | Nom             | Parti |
| ----- | -------------------- |  | --------------- | ----- |
|       | Président du Conseil |  | Georges Bidault | MRP   |

### Vice-président du Conseil
| Image | Fonction                  |  | Nom            | Parti |
| ----- | ------------------------- |  | -------------- | ----- |
|       | Vice-Président du Conseil |  | Henri Queuille | RAD   |

### Ministre d'État
| Image | Fonction                                   |  | Nom                  | Parti |
| ----- | ------------------------------------------ |  | -------------------- | ----- |
|       | Ministre d'État, ministre de l'Information |  | Pierre-Henri Teitgen | MRP   |

### Ministres
| Image | Fonction                                                    |  | Nom                   | Parti |
| ----- | ----------------------------------------------------------- |  | --------------------- | ----- |
|       | Garde des Sceaux                                            |  | René Mayer            | RAD   |
|       | Ministres des Affaires étrangères                           |  | Robert Schuman        | MRP   |
|       | Ministre de l'Intérieur                                     |  | Henri Queuille        | RAD   |
|       | Ministre de la Défense nationale                            |  | René Pleven           | UDSR  |
|       | Ministre de la France d'outre-mer                           |  | Jean Letourneau       | MRP   |
|       | Ministre des Finances et des Affaires économiques           |  | Maurice Petsche       | PPUS  |
|       | Ministre de l'Éducation nationale                           |  | Yvon Delbos           | RAD   |
|       | Ministre des Travaux publics, des Transports et du Tourisme |  | Jacques Chastellain   | CNI   |
|       | Ministre de l'Agriculture                                   |  | Gabriel Valay         | MRP   |
|       | Ministre du Commerce et de l'Industrie                      |  | Jean-Marie Louvel     | MRP   |
|       | Ministre du Travail et de la Sécurité sociale               |  | Paul Bacon            | MRP   |
|       | Ministre des Anciens combattants et Victimes de guerre      |  | Louis Jacquinot       | CNI   |
|       | Ministre de la Santé publique et de la Population           |  | Pierre Schneiter      | MRP   |
|       | Ministre de la Reconstruction et de l'Urbanisme             |  | Eugène Claudius-Petit | UDSR  |
|       | Ministre des PTT                                            |  | Charles Brune         | RAD   |

### Secrétaires d'État
| Image | Fonction                                                                  |  | Nom                                                     | Parti |
| ----- | ------------------------------------------------------------------------- |  | ------------------------------------------------------- | ----- |
|       | Secrétaire d'État à la Présidence du Conseil                              |  | Robert Prigent (à partir du 14 février 1950)            | MRP   |
|       | Secrétaire d'État à l'Intérieur                                           |  | Jean Meunier                                            | SFIO  |
|       | Secrétaire d'État à l'Intérieur                                           |  | André Colin                                             | MRP   |
|       | Secrétaire d'État aux Forces armées (Marine)                              |  | Jean Raymond-Laurent                                    | MRP   |
|       | Secrétaire d'État aux Forces armées (Air)                                 |  | André Maroselli                                         | RAD   |
|       | Secrétaire d'État aux Finances                                            |  | Edgar Faure                                             | RAD   |
|       | Secrétaire d'État aux Affaires économiques                                |  | Robert Buron                                            | MRP   |
|       | Secrétaire d'État aux Finances et Affaires économiques                    |  | Lionel de Tinguy du Pouët (à partir du 17 février 1950) | MRP   |
|       | Secrétaire d'État à l'Enseignement technique, à la Jeunesse et aux Sports |  | André Morice                                            | RAD   |
|       | Secrétaire d'État à l'Industrie et au Commerce                            |  | Raymond Marcellin (à partir du 17 février 1950)         | DVD   |
|       | Secrétaire d'État à l'Agriculture                                         |  | Paul Ihuel (à partir du 17 février 1950)                | MRP   |
|       | Secrétaire d'État à la France d'outre-mer                                 |  | Louis-Paul Aujoulat (à partir du 17 février 1950)       | MRP   |

### Sous-secrétaires d'État
| Image | Fonction                                                    |  | Nom                                                  | Parti |
| ----- | ----------------------------------------------------------- |  | ---------------------------------------------------- | ----- |
|       | Sous-secrétaire d'État aux Finances et Affaires économiques |  | Lionel de Tinguy du Pouët (jusqu'au 17 février 1950) | MRP   |
|       | Sous-secrétaire d'État à l'Industrie et au Commerce         |  | Raymond Marcellin (jusqu'au 17 février 1950)         | DVD   |
|       | Sous-secrétaire d'État à l'Agriculture                      |  | Paul Ihuel (jusqu'au 17 février 1950)                | MRP   |
|       | Sous-secrétaire d'État à la France d'outre-mer              |  | Louis-Paul Aujoulat (jusqu'au 17 février 1950)       | MRP   |